# Byrd-Firnfeld
Das Byrd-Firnfeld ist ein großes Firnfeld am Kopfende des Byrd-Gletschers im Transantarktischen Gebirge. Das New Zealand Antarctic Place-Names Committee benannte es in Anlehnung an die Benennung des gleichnamigen Gletschers nach dem US-amerikanischen Polarforscher Richard Evelyn Byrd (1888–1957).